# Albardo
Albardo é uma povoação portuguesa do Município da Guarda que foi sede da extinta Freguesia de Albardo, freguesia que tinha 4,02 km² de área e 143 habitantes (2011), e, por isso, uma densidade populacional de 35,6 hab/km².
A Freguesia de Albardo foi extinta (agregada) pela reorganização administrativa de 2012/2013, sendo o seu território integrado na União de Freguesias de Pousade e Albardo da qual é a sede.

## Património
- Igreja Matriz de Albardo
- Casal de Albardo[5]

## População
| Totais e grupos etários | Totais e grupos etários | Totais e grupos etários | Totais e grupos etários | Totais e grupos etários | Totais e grupos etários | Totais e grupos etários | Totais e grupos etários | Totais e grupos etários | Totais e grupos etários | Totais e grupos etários | Totais e grupos etários | Totais e grupos etários | Totais e grupos etários | Totais e grupos etários | Totais e grupos etários |
| ----------------------- | ----------------------- | ----------------------- | ----------------------- | ----------------------- | ----------------------- | ----------------------- | ----------------------- | ----------------------- | ----------------------- | ----------------------- | ----------------------- | ----------------------- | ----------------------- | ----------------------- | ----------------------- |
|                         | 1864                    | 1878                    | 1890                    | 1900                    | 1911                    | 1920                    | 1930                    | 1940                    | 1950                    | 1960                    | 1970                    | 1981                    | 1991                    | 2001                    | 2011                    |
| Total                   | 306                     | 352                     | 395                     | 443                     | 479                     | 449                     | 463                     | 496                     | 517                     | 455                     | 344                     | 248                     | 174                     | 181                     | 143                     |

| 0-14 anos | 15-24 anos | 25-64 anos | 65 e + anos |
| 22 \| 9   | 20 \| 15   | 79 \| 68   | 60 \| 51    |
| -59%      | -25%       | -14%       | -15%        |